# キャシー・フリーマン
キャシー・アストリッド・サロメ・フリーマン（Cathy Astrid Salome Freeman 1973年2月16日 - ）は、オーストラリア・クイーンズランド州出身の女性の元陸上競技選手。400mを専門としていた。オーストラリア先住民アボリジニで、バハイ教を信仰している。

## 人物
フリーマンは400mで1997年と1999年の2つの世界選手権を制し、アトランタオリンピックではフランスのM・J・ペレクに次いでフィニッシュし、銀メダルを獲得した。
2000年9月25日、フリーマンはシドニーオリンピックの400mで金メダルを獲得し、そのメダルはオーストラリアで100番目の金メダルとされた。また、フリーマンは開会式では聖火をともしている。同一大会で聖火をともし、金メダルを獲得したのは2024年パリオリンピックでテディ・リネールが達成するまではフリーマンが唯一だった。この活躍を評価され、2001年5月に第2回「ローレウス・スポーツ賞」の「最優秀女子選手賞」（Sportswoman of the Year）を受賞した。
金メダルを獲得した後のトラック一周の際にフリーマンはアボリジニの旗とオーストラリアの国旗の2つに身を包んだが、これが当時のオーストラリアで議論を呼んだ（通例トラック一周は、自分の所属する国の旗を持つものであるため）。

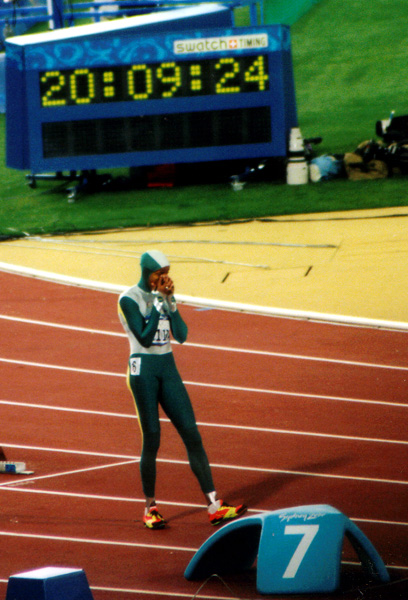
キャシー・フリーマン（2000年）

2003年7月15日、現役引退を発表した。

## 主な成績
| 年   | 大会名                 | 場所         | 順位 | 種目         |
| ---- | ---------------------- | ------------ | ---- | ------------ |
| 1990 | 世界ジュニア選手権     | プロヴディフ | 5位  | 4x100mリレー |
| 1990 | 世界ジュニア選手権     | プロヴディフ | 5位  | 200m         |
| 1992 | バルセロナオリンピック | バルセロナ   | 7位  | 4x400mリレー |
| 1992 | 世界ジュニア選手権     | ソウル       | 6位  | 4x400mリレー |
| 1992 | 世界ジュニア選手権     | ソウル       | 2位  | 200m         |
| 1995 | 世界陸上               | イェーテボリ | 4位  | 400m         |
| 1995 | 世界陸上               | イェーテボリ | 3位  | 4x400mリレー |
| 1996 | アトランタオリンピック | アトランタ   | 2位  | 400m         |
| 1997 | 世界陸上               | アテネ       | 1位  | 400 m        |
| 1999 | 世界陸上               | セビリア     | 1st  | 400m         |
| 1999 | 世界陸上               | セビリア     | 6th  | 4x100mリレー |
| 1999 | 世界室内陸上           | 前橋         | 2位  | 400m         |
| 2000 | シドニーオリンピック   | シドニー     | 1位  | 400m         |
| 2000 | シドニーオリンピック   | シドニー     | 7位  | 200m         |
| 2000 | シドニーオリンピック   | シドニー     | 5位  | 4x400mリレー |